# Ugli

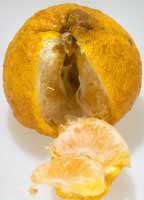
Aspecto externo y de los gajos de un ugli.

El ugli es un tipo de fruta cítrica, híbrido entre la mandarina (Citrus reticulata) y una de las dos frutas conocidas como pomelo: Citrus × paradisi y Citrus maxima. Su sabor se asemeja más a la mandarina. Es muy jugoso y es fácil de pelar.